# Plougonver
Plougonver (bretonisch Plougonveur) ist eine französische Gemeinde mit 766 Einwohnern (Stand: 1. Januar 2022) im Département Côtes-d’Armor in der Region Bretagne. Sie gehört zum Arrondissement Guingamp und zum Kanton Callac. Die Einwohner werden Plougonverois(es) genannt.

## Geographie
Plougonver liegt etwa 45 Kilometer westlich von Saint-Brieuc. 

## Bevölkerungsentwicklung
| Plougonver: Einwohnerzahlen von 1793 bis 2016                                                                              | Plougonver: Einwohnerzahlen von 1793 bis 2016 | Plougonver: Einwohnerzahlen von 1793 bis 2016 | Plougonver: Einwohnerzahlen von 1793 bis 2016 | Plougonver: Einwohnerzahlen von 1793 bis 2016 |
| --- | --------------------------------------------- | --------------------------------------------- | --------------------------------------------- | --------------------------------------------- |
| Jahr |                                               |                                               |                                               | Einwohner                                     |
| 1793 | 1793                                          |                                               | 3.362                                         | 3.362                                         |
| 1800 | 1800                                          |                                               | 2.420                                         | 2.420                                         |
| 1806 | 1806                                          |                                               | 3.341                                         | 3.341                                         |
| 1821 | 1821                                          |                                               | 3.050                                         | 3.050                                         |
| 1831 | 1831                                          |                                               | 3.326                                         | 3.326                                         |
| 1836 | 1836                                          |                                               | 3.315                                         | 3.315                                         |
| 1841 | 1841                                          |                                               | 3.591                                         | 3.591                                         |
| 1846 | 1846                                          |                                               | 4.008                                         | 4.008                                         |
| 1851 | 1851                                          |                                               | 4.637                                         | 4.637                                         |
| 1856 | 1856                                          |                                               | 4.010                                         | 4.010                                         |
| 1861 | 1861                                          |                                               | 2.857                                         | 2.857                                         |
| 1866 | 1866                                          |                                               | 3.269                                         | 3.269                                         |
| 1872 | 1872                                          |                                               | 3.094                                         | 3.094                                         |
| 1876 | 1876                                          |                                               | 2.669                                         | 2.669                                         |
| 1881 | 1881                                          |                                               | 2.651                                         | 2.651                                         |
| 1886 | 1886                                          |                                               | 2.636                                         | 2.636                                         |
| 1891 | 1891                                          |                                               | 2.534                                         | 2.534                                         |
| 1896 | 1896                                          |                                               | 2.668                                         | 2.668                                         |
| 1901 | 1901                                          |                                               | 2.638                                         | 2.638                                         |
| 1906 | 1906                                          |                                               | 2.541                                         | 2.541                                         |
| 1911 | 1911                                          |                                               | 2.648                                         | 2.648                                         |
| 1921 | 1921                                          |                                               | 2.433                                         | 2.433                                         |
| 1926 | 1926                                          |                                               | 2.355                                         | 2.355                                         |
| 1931 | 1931                                          |                                               | 2.315                                         | 2.315                                         |
| 1936 | 1936                                          |                                               | 2.218                                         | 2.218                                         |
| 1946 | 1946                                          |                                               | 2.087                                         | 2.087                                         |
| 1954 | 1954                                          |                                               | 1.691                                         | 1.691                                         |
| 1962 | 1962                                          |                                               | 1.548                                         | 1.548                                         |
| 1968 | 1968                                          |                                               | 1.374                                         | 1.374                                         |
| 1975 | 1975                                          |                                               | 1.155                                         | 1.155                                         |
| 1982 | 1982                                          |                                               | 998                                           | 998                                           |
| 1990 | 1990                                          |                                               | 868                                           | 868                                           |
| 1999 | 1999                                          |                                               | 768                                           | 768                                           |
| 2006 | 2006                                          |                                               | 706                                           | 706                                           |
| 2011 | 2011                                          |                                               | 722                                           | 722                                           |
| 2016 | 2016                                          |                                               | 733                                           | 733                                           |
| Quelle(n): EHESS/Cassini bis 1999, INSEE ab 2006 Anmerkung(en): Ab 1962 offizielle Zahlen ohne Einwohner mit Zweitwohnsitz |                                               |                                               |                                               |                                               |

## Baudenkmäler
Siehe: Liste der Monuments historiques in Plougonver
- Schloss Le Cludon, vermutlich  aus dem 17. Jahrhundert
- Herrenhaus in Kergaer, 1769 erbaut
- Pfarrkirche Saint-Pierre mit Ursprüngen aus dem 15. Jahrhundert, seit 1926 als Monument historique eingeschrieben
- Kapelle Saint-Tugdual, vermutlich  aus dem 18. Jahrhundert

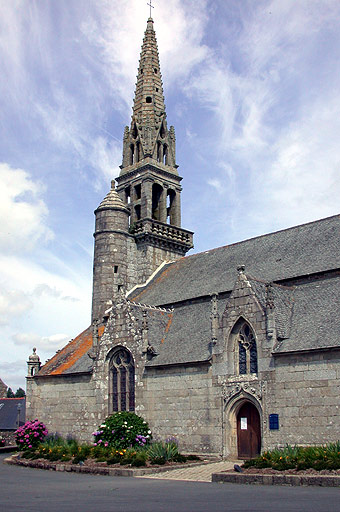
Pfarrkirche Saint-Pierre
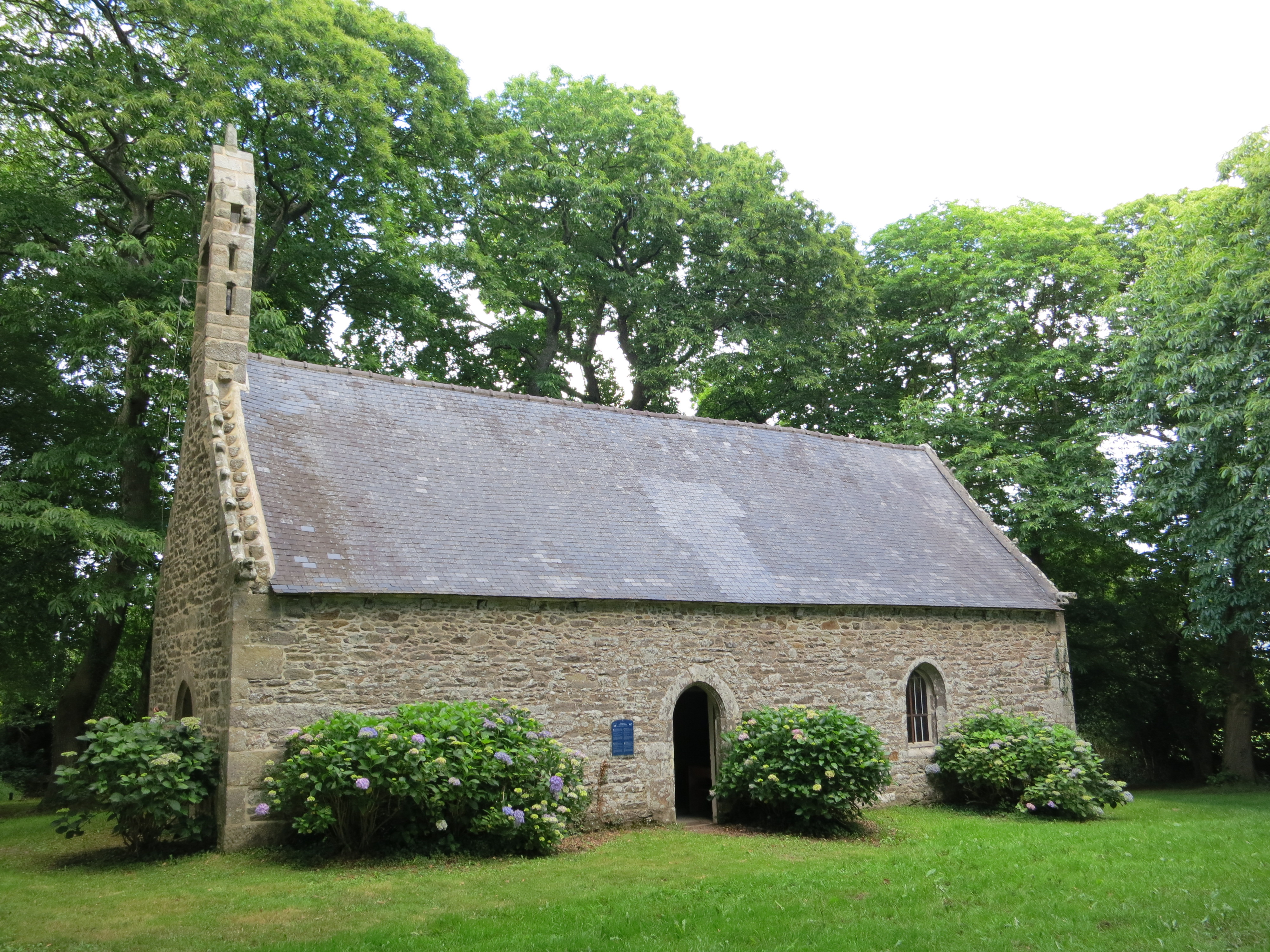
Kapelle Saint-Tugdual